# علامة آوينبروغر
علامة آوينبروغر (بالإنجليزية: Auenbrugger's sign)‏ هيَ انتفاخ في المنطقة فوق المعدية (الشرسوف) تَظهر في حالات الانصباب التاموري. تمت تسميتها نسبةً إلى الطبيب النمساوي ليوبولد أوينبروغر.

## روابط خارجية
- Auenbrugger's sign على قاموس من سمى هذا؟